# Осек (Островський повіт)
Осек (пол. Osiek) — село в Польщі, у гміні Нові Скальмежиці Островського повіту Великопольського воєводства.
Населення — 144 особи (2011).

## Демографія
Демографічна структура станом на 31 березня 2011 року:
|          | Загалом | Допрацездатний вік | Працездатний вік | Постпрацездатний вік |
| -------- | ------- | ------------------ | ---------------- | -------------------- |
| Чоловіки | 75      | 22                 | 48               | 5                    |
| Жінки    | 69      | 15                 | 41               | 13                   |
| Разом    | 144     | 37                 | 89               | 18                   |